# Ћ
Ћ, ћ (en cursiva Ћ, ћ) és una lletra de l'alfabet ciríl·lic, representa el so /tsʃ/, que es produeix a partir de la consonant oclusiva alveolar /t/ per intonació.
És una lletra tradicional sèrbia, i l'única històrica en les reformes de Vuk Stefanović Karadžić. Apareix en la gran part dels cognoms més comuns de Sèrbia. En l'alfabet llatí serbi normalment es translitera com ⟨æ⟩, d'acord amb l'alfabet llatí serbocroat, o sense el signe diacrític, com c; transliteracions menys freqüents són: ⟨tj⟩, ⟨ty⟩, ⟨cj⟩, ⟨cy⟩, ⟨ch⟩ i ⟨tch⟩.